# The Last Tour on Earth
The Last Tour on Earth ist das 1999 erschienene Livealbum der US-amerikanischen Band Marilyn Manson. Es wurde während der God-is-in-the-TV-Tour und der Rock-is-Dead-Tour aufgenommen. Gespielt wurden im Laufe dieser Touren Stücke der Alben Portrait of an American Family, Antichrist Superstar, Mechanical Animals sowie der Remix-EP Smells Like Children.

## Cover
Das Cover zeigt ein brennendes Kreuz auf einer Bühne, davor Konzertbesucher.

## Rezeption
Das Album ist „ein Tondokument einer hauptsächlich visuellen Erfahrung“, findet Allmusic, und zeige bis auf roheren Gesang keine wirklichen Unterschiede zu den Studioversionen der Lieder. Die Website sputnikmusic.com lobt die Energie des Albums, die es schwer mache, es zu übergehen.
Das Lied Astonishing Panorama of the Endtimes war 2001 für einen Grammy in der Kategorie „Best Metal Performance“ nominiert, den aber Elite von den Deftones gewann.

## Titelliste
1. Inauguration of the Mechanical Christ – 2:45
2. The Reflecting God
3. Great Big White World – 5:21
4. Get Your Gunn – 3:37
5. Sweet Dreams / Hell Outro – 5:36
6. Rock Is Dead – 3:20
7. The Dope Show – 3:56
8. Lunchbox – 8:35
9. I Don’t Like the Drugs (But the Drugs Like Me) – 7:31
10. Antichrist Superstar – 5:15
11. The Beautiful People – 4:30
12. Irresponsible Hate Anthem – 4:40
13. The Last Day on Earth – 4:26
14. Astonishing Panorama of the Endtimes – 3:59

Bonustracks
1. Coma White – 4:21 a
2. Get My Rocks Off (Doctor-Hook-Cover) – 3:05 a
3. Coma White (Acoustic) – 5:33 a
4. A Rose and a Baby Ruth – (George-Hamilton-IV.-Cover) 2:17 a

## Auszeichnungen für Musikverkäufe
| Land/Region                  | Auszeichnungen für Musikverkäufe (Land/Region, Auszeichnung, Verkäufe) | Verkäufe |
| ---------------------------- | ---------------------------------------------------------------------- | -------- |
| Vereinigtes Königreich (BPI) | Silber                                                                 | 60.000   |
| Insgesamt                    | 1× Silber ·                                                            | 60.000   |